# Erfurt Hauptbahnhof
Erfurt Hauptbahnhof egy vasúti főpályaudvar Türingia tartományban, Németországban Erfurt városban. Az állomás 1846-ban nyílt meg, Gössler Kinz Kreienbaum építész tervei alapján historizmus stílusban. Napjainkban a pályaudvar 10 vágánya 34 ezer utast szolgál ki.
2009-ben az Allianz pro Schiene nonprofit szervezet az év vasútállomásának választotta.
Forgalma alapján a Német vasútállomás-kategóriák közül a másodikba tartozik.

## Vasútvonalak
- Halle–Bebra-vasútvonal
- Sangerhausen–Erfurt-vasútvonal
- Wolkramshausen–Erfurt-vasútvonal
- Erfurt–Lipcse/Halle nagysebességű vasútvonal
- Nürnberg–Erfurt nagysebességű vasútvonal

## Forgalom

### Távolsági
| ICE 11 | München - Stuttgart - Mannheim - Frankfurt (Main) - Fulda - Eisenach - Erfurt - Leipzig - Lutherstadt Wittenberg - Berlin Südkreuz - Berlin Hauptbahnhof (tief) - Berlin-Gesundbrunnen | München - Stuttgart - Mannheim - Frankfurt (Main) - Fulda - Eisenach - Erfurt - Leipzig - Lutherstadt Wittenberg - Berlin Südkreuz - Berlin Hauptbahnhof (tief) - Berlin-Gesundbrunnen | München - Stuttgart - Mannheim - Frankfurt (Main) - Fulda - Eisenach - Erfurt - Leipzig - Lutherstadt Wittenberg - Berlin Südkreuz - Berlin Hauptbahnhof (tief) - Berlin-Gesundbrunnen | 120                                                      |
| ICE 15 | Berlin Hauptbahnhof (tief) – Berlin Südkreuz – Halle (Saale) – Erfurt – Frankfurt (Main)                                                                                               | Berlin Hauptbahnhof (tief) – Berlin Südkreuz – Halle (Saale) – Erfurt – Frankfurt (Main)                                                                                               | Berlin Hauptbahnhof (tief) – Berlin Südkreuz – Halle (Saale) – Erfurt – Frankfurt (Main)                                                                                               | 5 vonatpár (Sprinter)                                    |
| ICE 18 | München - Nürnberg - Erfurt - Halle (Saale) - Bitterfeld - Berlin Südkreuz - Berlin Hauptbahnhof (tief) - Berlin-Spandau - Hamburg Hauptbahnhof - Hamburg-Altona                       | München - Nürnberg - Erfurt - Halle (Saale) - Bitterfeld - Berlin Südkreuz - Berlin Hauptbahnhof (tief) - Berlin-Spandau - Hamburg Hauptbahnhof - Hamburg-Altona                       | München - Nürnberg - Erfurt - Halle (Saale) - Bitterfeld - Berlin Südkreuz - Berlin Hauptbahnhof (tief) - Berlin-Spandau - Hamburg Hauptbahnhof - Hamburg-Altona                       | 120                                                      |
| ICE 28 | München - Nürnberg - Erfurt - Leipzig - Lutherstadt Wittenberg - Berlin Südkreuz - Berlin Hauptbahnhof (tief) - Berlin- Spandau - Hamburg Hauptbahnhof - Hamburg-Altona                | München - Nürnberg - Erfurt - Leipzig - Lutherstadt Wittenberg - Berlin Südkreuz - Berlin Hauptbahnhof (tief) - Berlin- Spandau - Hamburg Hauptbahnhof - Hamburg-Altona                | München - Nürnberg - Erfurt - Leipzig - Lutherstadt Wittenberg - Berlin Südkreuz - Berlin Hauptbahnhof (tief) - Berlin- Spandau - Hamburg Hauptbahnhof - Hamburg-Altona                | 120                                                      |
| ICE 29 | München - Nürnberg - Erfurt - Halle (Saale) - Berlin Südkreuz - Berlin Hauptbahnhof (tief) - Berlin-Gesundbrunnen                                                                      | München - Nürnberg - Erfurt - Halle (Saale) - Berlin Südkreuz - Berlin Hauptbahnhof (tief) - Berlin-Gesundbrunnen                                                                      | München - Nürnberg - Erfurt - Halle (Saale) - Berlin Südkreuz - Berlin Hauptbahnhof (tief) - Berlin-Gesundbrunnen                                                                      | 3 vonatpár (Sprinter)                                    |
| ICE 50 | Dresden – Riesa – Leipzig – Erfurt – Gotha – Eisenach – Fulda – Frankfurt(Main)Hauptbahnhof – Frankfurt(Main)Flughafen - Mainz – Wiesbaden                                             | Dresden – Riesa – Leipzig – Erfurt – Gotha – Eisenach – Fulda – Frankfurt(Main)Hauptbahnhof – Frankfurt(Main)Flughafen - Mainz – Wiesbaden                                             | Dresden – Riesa – Leipzig – Erfurt – Gotha – Eisenach – Fulda – Frankfurt(Main)Hauptbahnhof – Frankfurt(Main)Flughafen - Mainz – Wiesbaden                                             | 120                                                      |
| IC 50  | Düsseldorf/Köln – Essen – Dortmund – Paderborn – Kassel – Bebra – Eisenach – Erfurt – Weimar – Leipzig                                                                                 | Düsseldorf/Köln – Essen – Dortmund – Paderborn – Kassel – Bebra – Eisenach – Erfurt – Weimar – Leipzig                                                                                 | Düsseldorf/Köln – Essen – Dortmund – Paderborn – Kassel – Bebra – Eisenach – Erfurt – Weimar – Leipzig                                                                                 | kettő vonatpár                                           |
| IC 50  | Köln/Düsseldorf | Essen – Dortmund – Kassel – Erfurt – Weimar – Naumburg (Saale) – Halle (Saale) | Berlin | bizonyos vonatok, forgalom enyhítésére (péntek, szombat) |
| IC 50  | Leipzig – | Weimar – Erfurt – Gotha – Eisenach – Fulda – Hanau | Frankfurt (Main) | bizonyos vonatok, forgalom enyhítésére (péntek, szombat) |
| EN     | Moszkva – Minsk – Warschau – Frankfurt (Oder) – Berlin – Erfurt – Frankfurt (Main) – Karlsruhe – Strasbourg – Párizs                                                                   | Moszkva – Minsk – Warschau – Frankfurt (Oder) – Berlin – Erfurt – Frankfurt (Main) – Karlsruhe – Strasbourg – Párizs                                                                   | Moszkva – Minsk – Warschau – Frankfurt (Oder) – Berlin – Erfurt – Frankfurt (Main) – Karlsruhe – Strasbourg – Párizs                                                                   | egy vonatpár RZSD                                        |

## Regionális
| Járat  | Útvonal                                                                                            | Gyakoriság (percben)    | Vasúti jármű  | Üzemeltető         |
| ------ | -------------------------------------------------------------------------------------------------- | ----------------------- | ------------- | ------------------ |
| RE 1   | Göttingen – Leinefelde – Gotha – Erfurt – Jena-Göschwitz – Gera – Gößnitz – Glauchau (Sachs)       | 120                     | BR 612        | DB Regio           |
| RE 2   | Erfurt – Bad Langensalza – Mühlhausen (Thür) – Leinefelde – Eichenberg – Kassel Wilhelmshöhe       | 120                     | BR 642        | DB Regio           |
| RE 3   | Erfurt – Weimar – Jena-Göschwitz – Hermsdorf-Klosterlausnitz – Gera – Altenburg/Greiz – Elsterberg | 120                     | BR 612        | DB Regio           |
| RE 3   | Erfurt – Weimar – Jena West – Jena-Göschwitz                                                       | 120 (hétfőtől péntekig) | BR 612        | DB Regio           |
| RE 7   | Erfurt – Arnstadt – Plaue (Thür) – Zella-Mehlis – Suhl – Grimmenthal – Schweinfurt – Würzburg      | 120                     | BR 612        | DB Regio           |
| RE 10  | Erfurt – Sömmerda – Artern – Sangerhausen – Hettstedt – Güsten – Staßfurt – Magdeburg              | 120                     | BR 642        | DB Regio           |
| RE 16  | Erfurt – Weimar – Apolda – Großheringen – Bad Kösen – Naumburg (Saale) – Halle (Saale)             | 120                     | BR 9442       | Abellio            |
| RE 17  | Erfurt – Weimar – Apolda – Bad Sulza – Bad Kösen – Naumburg (Saale) – Weißenfels – Leipzig         | 120                     | BR 9442       | Abellio            |
| RE 45  | Erfurt – Arnstadt – Plaue (Thür) – Zella-Mehlis – Suhl – Grimmenthal – Meiningen                   | egyes vonatok           | BR 612        | DB Regio           |
| RE 55  | Erfurt – Straußfurt – Greußen – Sondershausen – Wolkramshausen – Nordhausen                        | 120                     | BR 642        | DB Regio           |
| RE 56  | Erfurt – Straußfurt – Greußen – Sondershausen – Wolkramshausen – Nordhausen                        | 120                     | BR 642        | DB Regio           |
| RB 20  | Eisenach – Gotha – Erfurt – Weimar – Apolda – Naumburg (Saale) – Merseburg – Halle (Saale)         | 060                     | BR 9442       | Abellio            |
| EB 21  | Erfurt – Weimar – Jena-West – Jena-Göschwitz – Stadtroda – Hermsdorf-Klosterlausnitz – Gera        | 120                     | BR 650        | Erfurter Bahn      |
| EB 23  | Erfurt – Neudietendorf – Arnstadt – Stadtilm – Rottenbach – Saalfeld (Saale)                       | 120                     | BR 650        | Erfurter Bahn      |
| STB 44 | Erfurt – Neudietendorf – Arnstadt – Plaue (Thür) – Zella-Mehlis – Suhl – Grimmenthal – Meiningen   | 120                     | BR 650        | Süd-Thüringen-Bahn |
| EB 46  | Erfurt – Neudietendorf – Arnstadt – Plaue (Thür) – Ilmenau (– Rennsteig)                           | 060                     | BR 650, ITINO | Erfurter Bahn      |
| RB 52  | Erfurt – Bad Langensalza – Mühlhausen (Thür) – Leinefelde                                          | 120                     | BR 642        | DB Regio           |
| RB 59  | Erfurt – Sömmerda – Artern – Sangerhausen                                                          | 120                     | BR 9442       | Abellio            |
| RB 59  | Erfurt – Erfurt Ost – Stotternheim – Großrudestedt – Sömmerda                                      | 060                     | BR 9442       | Abellio            |

### Stadtbahn
| Járat | Útvonal                                                                           |
| ----- | --------------------------------------------------------------------------------- |
| 1     | Europaplatz - Rieth - Lutherkirche - Anger - Hauptbahnhof - Thüringenhalle        |
| 3     | Europaplatz - Universität - Domplatz Nord - Anger - Hauptbahnhof - Urbicher Kreuz |
| 4     | Bindersleben - Flughafen - Domplatz Süd - Anger - Hauptbahnhof - Wiesenhügel      |
| 5     | Zoopark - Grubenstraße - Augustinerkloster - Anger - Hauptbahnhof                 |
| 6     | Rieth - Universität - Domplatz Nord - Anger - Hauptbahnhof - Steigerstraße        |

### Stadtbus
| Járat | Útvonal                                                                             |
| ----- | ----------------------------------------------------------------------------------- |
| 9     | Daberstedt - Spielbergtor - Hauptbahnhof - Steinplatz - Salinenstraße - Nordbahnhof |
| 51    | Urbicher Kreuz - Linderbach - Hauptbahnhof - Hochheim - Möbisburg/Molsdorf          |
| 60    | Urbicher Kreuz - Dittelstedt - Hauptbahnhof - Möbisburg                             |